# روبين فيليكس هايز
روبين فيليكس هايز (بالإسبانية: Rubén Félix Hays)‏ هو سياسي مكسيكي، ولد في 15 مارس 1964 في لوس موتشيس في المكسيك. حزبياً، نشط في New Alliance Party (Mexico) ‏. وقد انتخب عضو مجلس النواب المكسيك.